# Erik Bergvall
Erik Bergvall (Västerfärnebo, Sala, Västmanland, 7 d'abril de 1880 – Estocolm, 4 de febrer de 1950) va ser un waterpolista i periodista suec. Alhora, fou el promotor del sistema Bergvall, una variant del sistema d'eliminació directa, que fou emprat als Jocs de 1912, 1920 i 1924.
Com a waterpolista Bergvall representà Suècia als Jocs de Londres de 1908, on guanyà la medalla de bronze en la competició de Waterpolo.
El 1904 Bergvall havia estat un dels membres fundadors de la Federació Sueca de Natació i va exercir-ne com a secretari entre 1904 i 1908 i com a president entre 1909 i 1932. També va ser membre de la junta directiva de la Confederació Sueca d'Esports des de la seva fundació el 1903, fins al 1945. També es va exercir com a secretari adjunt del Comitè Olímpic de Suècia el 1906 i novament entre 1913 i 1924. A més va ser un dels fundadors de la Federació Internacional de Natació el 1908, i membre de la junta directiva fins a 1928. Entre 1924 i 1928 en fou el president. Entre 1916 i 1946 fou el Director de l'Estadi Olímpic d'Estocolm.
Com a periodista va treballar principalment al diari esportiu Nordiskt Idrottslif, en dues fases. Primer entre 1900 i 1903 i després entre 1905 i 1920. També va ser l'editor en cap i el compilador de l'informe oficial dels Jocs Olímpics d'Estiu de 1912 i va escriure i/o editar una trentena de llibres, entre els quals tots els informes dels Jocs Olímpics entre 1920 i 1948 pel Comitè Olímpic Suec.